# سلی فاستر
سلی فاستر (به انگلیسی: Sally Foster) (زادهٔ ۱۳ آوریل ۱۹۸۵) شناگر اهل استرالیا است.